# مونهوز
مونهوز بلدية في ولاية ميناس جيرايس في المنطقة الجنوبية الشرقية من البرازيل.